# 12e étape du Tour d'Italie 2020
Pour un article plus général, voir Tour d'Italie 2020.
La 12e étape du Tour d'Italie 2020 se déroule le jeudi 15 octobre 2020, entre Cesenatico et Cesenatico, sur une distance de 204 km.

## Déroulement de la course
L'échappée matinale, composée de 14 coureurs, se dispute une nouvelle fois la victoire d'étape. Jhonatan Narváez (Ineos) remporte l'étape, avec 1 minute 08 d'avance sur Mark Padun (Bahrain-McLaren), victime d'une crevaison dans le final, 6 minutes 50 sur Simon Clarke (EF Pro Cycling), 7 minutes 30 sur Joseph Rosskopf, 7 minutes 43 sur Simon Pellaud et 8 minutes 25 sur le groupe maillot rose, réglé par Brandon McNulty. Hermann Pernsteiner termine à 11 minutes 43 du vainqueur, Ilnur Zakarin à 21 minutes 06. Un seul changement a lieu au sein du Top 10 : Jakob Fuglsang remplace Pernsteiner à la 10e place du classement général.

## Résultats

### Classement de l'étape
| \| Classement de l'étape \| Classement de l'étape \| Classement de l'étape \| Classement de l'étape \| Classement de l'étape \| \| Coureur \| Coureur \| Pays \| Équipe \| Temps \| \| --------------------- \| --------------------- \| --------------------- \| --------------------------- \| --------------------- \| \| 1er \| Jhonatan Narváez \| Équateur \| Ineos Grenadiers \| 5 h 31 min 24 s \| \| 2e \| Mark Padun \| Ukraine \| Bahrain McLaren \| + 1 min 08 s \| \| 3e \| Simon Clarke \| Australie \| EF Pro Cycling \| + 6 min 50 s \| \| 4e \| Joey Rosskopf \| États-Unis \| CCC Team \| + 7 min 30 s \| \| 5e \| Simon Pellaud \| Suisse \| Androni Giocattoli-Sidermec \| + 7 min 43 s \| \| 6e \| Brandon McNulty \| États-Unis \| UAE Team Emirates \| + 8 min 25 s \| \| 7e \| Patrick Konrad \| Autriche \| Bora-Hansgrohe \| + 8 min 25 s \| \| 8e \| Ruben Guerreiro \| Portugal \| EF Pro Cycling \| + 8 min 25 s \| \| 9e \| João Almeida \| Portugal \| Deceuninck-Quick Step \| + 8 min 25 s \| \| 10e \| Tao Geoghegan Hart \| Royaume-Uni \| Ineos Grenadiers \| + 8 min 25 s \| |                    |             |                             |                 |
| |                    |             |                             |                 |
| Source : ProCyclingStats |                    |             |                             |                 |
| Classement de l'étape |                    |             |                             |                 |
| Coureur | Coureur            | Pays        | Équipe                      | Temps           |
| 1er | Jhonatan Narváez   | Équateur    | Ineos Grenadiers            | 5 h 31 min 24 s |
| 2e | Mark Padun         | Ukraine     | Bahrain McLaren             | + 1 min 08 s    |
| 3e | Simon Clarke       | Australie   | EF Pro Cycling              | + 6 min 50 s    |
| 4e | Joey Rosskopf      | États-Unis  | CCC Team                    | + 7 min 30 s    |
| 5e | Simon Pellaud      | Suisse      | Androni Giocattoli-Sidermec | + 7 min 43 s    |
| 6e | Brandon McNulty    | États-Unis  | UAE Team Emirates           | + 8 min 25 s    |
| 7e | Patrick Konrad     | Autriche    | Bora-Hansgrohe              | + 8 min 25 s    |
| 8e | Ruben Guerreiro    | Portugal    | EF Pro Cycling              | + 8 min 25 s    |
| 9e | João Almeida       | Portugal    | Deceuninck-Quick Step       | + 8 min 25 s    |
| 10e | Tao Geoghegan Hart | Royaume-Uni | Ineos Grenadiers            | + 8 min 25 s    |

### Points attribués pour le classement par points
| Sprint intermédiaire Novafeltria (km 130,4) | Sprint intermédiaire Novafeltria (km 130,4) | Sprint intermédiaire Novafeltria (km 130,4) | Sprint intermédiaire Novafeltria (km 130,4) | Sprint intermédiaire Novafeltria (km 130,4) |
| ------------------------------------------- | ------------------------------------------- | ------------------------------------------- | ------------------------------------------- | ------------------------------------------- |
|                                             | Coureur                                     | Pays                                        | Équipe                                      | Point(s)                                    |
| 1er                                         | Simon Pellaud                               | Suisse                                      | Androni Giocattoli-Sidermec                 | 12                                          |
| 2e                                          | Cesare Benedetti                            | Italie                                      | Bora-Hansgrohe                              | 8                                           |
| 3e                                          | Joey Rosskopf                               | États-Unis                                  | CCC Team                                    | 6                                           |
| 4e                                          | Jhonatan Narváez                            | Équateur                                    | Ineos Grenadiers                            | 5                                           |
| 5e                                          | Héctor Carretero                            | Espagne                                     | Movistar                                    | 4                                           |
| 6e                                          | Albert Torres                               | Espagne                                     | Movistar                                    | 3                                           |
| 7e                                          | Jesper Hansen                               | Danemark                                    | Cofidis                                     | 2                                           |
| 8e                                          | Manuele Boaro                               | Italie                                      | Astana                                      | 1                                           |
| modifier                                    |                                             |                                             |                                             |                                             |

| Arrivée d'étape Cesenatico (km 204) | Arrivée d'étape Cesenatico (km 204) | Arrivée d'étape Cesenatico (km 204) | Arrivée d'étape Cesenatico (km 204) | Arrivée d'étape Cesenatico (km 204) |
| ----------------------------------- | ----------------------------------- | ----------------------------------- | ----------------------------------- | ----------------------------------- |
|                                     | Coureur                             | Pays                                | Équipe                              | Point(s)                            |
| 1er                                 | Jhonatan Narváez                    | Équateur                            | Ineos Grenadiers                    | 25                                  |
| 2e                                  | Mark Padun                          | Ukraine                             | Bahrain-McLaren                     | 18                                  |
| 3e                                  | Simon Clarke                        | Australie                           | EF Pro Cycling                      | 12                                  |
| 4e                                  | Joey Rosskopf                       | États-Unis                          | CCC Team                            | 8                                   |
| 5e                                  | Simon Pellaud                       | Suisse                              | Androni Giocattoli-Sidermec         | 6                                   |
| 6e                                  | Brandon McNulty                     | États-Unis                          | UAE Emirates                        | 5                                   |
| 7e                                  | Patrick Konrad                      | Autriche                            | Bora-Hansgrohe                      | 4                                   |
| 8e                                  | Ruben Guerreiro                     | Portugal                            | EF Pro Cycling                      | 3                                   |
| 9e                                  | João Almeida                        | Portugal                            | Deceuninck-Quick Step               | 2                                   |
| 10e                                 | Tao Geoghegan Hart                  | Royaume-Uni                         | Ineos Grenadiers                    | 1                                   |
| modifier                            |                                     |                                     |                                     |                                     |

### Points attribués pour le classement du meilleur grimpeur
| Ciola (km 76,5) 4e catégorie (6,3 km à 6,1%) | Ciola (km 76,5) 4e catégorie (6,3 km à 6,1%) | Ciola (km 76,5) 4e catégorie (6,3 km à 6,1%) | Ciola (km 76,5) 4e catégorie (6,3 km à 6,1%) | Ciola (km 76,5) 4e catégorie (6,3 km à 6,1%) |
| -------------------------------------------- | -------------------------------------------- | -------------------------------------------- | -------------------------------------------- | -------------------------------------------- |
|                                              | Coureur                                      | Pays                                         | Équipe                                       | Point(s)                                     |
| 1er                                          | Simon Pellaud                                | Suisse                                       | Androni Giocattoli-Sidermec                  | 3                                            |
| 2e                                           | Etienne van Empel                            | Pays-Bas                                     | Vini Zabù-KTM                                | 2                                            |
| 3e                                           | Maximiliano Richeze                          | Argentine                                    | UAE Emirates                                 | 1                                            |
| modifier                                     |                                              |                                              |                                              |                                              |

| Barbotto (km 90,3) 3e catégorie (4,5 km à 8,1%) | Barbotto (km 90,3) 3e catégorie (4,5 km à 8,1%) | Barbotto (km 90,3) 3e catégorie (4,5 km à 8,1%) | Barbotto (km 90,3) 3e catégorie (4,5 km à 8,1%) | Barbotto (km 90,3) 3e catégorie (4,5 km à 8,1%) |
| ----------------------------------------------- | ----------------------------------------------- | ----------------------------------------------- | ----------------------------------------------- | ----------------------------------------------- |
|                                                 | Coureur                                         | Pays                                            | Équipe                                          | Point(s)                                        |
| 1er                                             | Simon Pellaud                                   | Suisse                                          | Androni Giocattoli-Sidermec                     | 9                                               |
| 2e                                              | Etienne van Empel                               | Pays-Bas                                        | Vini Zabù-KTM                                   | 4                                               |
| 3e                                              | Joey Rosskopf                                   | États-Unis                                      | CCC Team                                        | 2                                               |
| 4e                                              | Cesare Benedetti                                | Italie                                          | Bora-Hansgrohe                                  | 1                                               |
| modifier                                        |                                                 |                                                 |                                                 |                                                 |

| Perticara (km 121,7) 3e catégorie (7,6 km à 5%) | Perticara (km 121,7) 3e catégorie (7,6 km à 5%) | Perticara (km 121,7) 3e catégorie (7,6 km à 5%) | Perticara (km 121,7) 3e catégorie (7,6 km à 5%) | Perticara (km 121,7) 3e catégorie (7,6 km à 5%) |
| ----------------------------------------------- | ----------------------------------------------- | ----------------------------------------------- | ----------------------------------------------- | ----------------------------------------------- |
|                                                 | Coureur                                         | Pays                                            | Équipe                                          | Point(s)                                        |
| 1er                                             | Simon Pellaud                                   | Suisse                                          | Androni Giocattoli-Sidermec                     | 9                                               |
| 2e                                              | Etienne van Empel                               | Pays-Bas                                        | Vini Zabù-KTM                                   | 4                                               |
| 3e                                              | Jesper Hansen                                   | Danemark                                        | Cofidis                                         | 2                                               |
| 4e                                              | Joey Rosskopf                                   | États-Unis                                      | CCC Team                                        | 1                                               |
| modifier                                        |                                                 |                                                 |                                                 |                                                 |

| Madonna di Pugliano (km 140,4) 3e catégorie (9,1 km à 5,9%) | Madonna di Pugliano (km 140,4) 3e catégorie (9,1 km à 5,9%) | Madonna di Pugliano (km 140,4) 3e catégorie (9,1 km à 5,9%) | Madonna di Pugliano (km 140,4) 3e catégorie (9,1 km à 5,9%) | Madonna di Pugliano (km 140,4) 3e catégorie (9,1 km à 5,9%) |
| ----------------------------------------------------------- | ----------------------------------------------------------- | ----------------------------------------------------------- | ----------------------------------------------------------- | ----------------------------------------------------------- |
|                                                             | Coureur                                                     | Pays                                                        | Équipe                                                      | Point(s)                                                    |
| 1er                                                         | Simon Pellaud                                               | Suisse                                                      | Androni Giocattoli-Sidermec                                 | 9                                                           |
| 2e                                                          | Jesper Hansen                                               | Danemark                                                    | Cofidis                                                     | 4                                                           |
| 3e                                                          | Joey Rosskopf                                               | États-Unis                                                  | CCC Team                                                    | 2                                                           |
| 4e                                                          | Mark Padun                                                  | Ukraine                                                     | Bahrain-McLaren                                             | 1                                                           |
| modifier                                                    |                                                             |                                                             |                                                             |                                                             |

| \| San Giovanni in Galilea (km 173,5) 4e catégorie (4,7 km à 5,7%) \| San Giovanni in Galilea (km 173,5) 4e catégorie (4,7 km à 5,7%) \| San Giovanni in Galilea (km 173,5) 4e catégorie (4,7 km à 5,7%) \| San Giovanni in Galilea (km 173,5) 4e catégorie (4,7 km à 5,7%) \| San Giovanni in Galilea (km 173,5) 4e catégorie (4,7 km à 5,7%) \| \| --------------------------------------------------------------- \| --------------------------------------------------------------- \| --------------------------------------------------------------- \| --------------------------------------------------------------- \| --------------------------------------------------------------- \| \| \| Coureur \| Pays \| Équipe \| Point(s) \| \| 1er \| Jhonatan Narváez \| Équateur \| Ineos Grenadiers \| 3 \| \| 2e \| Mark Padun \| Ukraine \| Bahrain-McLaren \| 2 \| \| 3e \| Simon Clarke \| Australie \| EF Pro Cycling \| 1 \| \| modifier \| \| \| \| \| |                  |           |                  |          |
| San Giovanni in Galilea (km 173,5) 4e catégorie (4,7 km à 5,7%) |                  |           |                  |          |
| | Coureur          | Pays      | Équipe           | Point(s) |
| 1er | Jhonatan Narváez | Équateur  | Ineos Grenadiers | 3        |
| 2e | Mark Padun       | Ukraine   | Bahrain-McLaren  | 2        |
| 3e | Simon Clarke     | Australie | EF Pro Cycling   | 1        |
| modifier |                  |           |                  |          |

### Points attribués pour le classement des sprints intermédiaires
| Sprint intermédiaire Novafeltria (km 130,4) | Sprint intermédiaire Novafeltria (km 130,4) | Sprint intermédiaire Novafeltria (km 130,4) | Sprint intermédiaire Novafeltria (km 130,4) | Sprint intermédiaire Novafeltria (km 130,4) |
| ------------------------------------------- | ------------------------------------------- | ------------------------------------------- | ------------------------------------------- | ------------------------------------------- |
|                                             | Coureur                                     | Pays                                        | Équipe                                      | Point(s)                                    |
| 1er                                         | Simon Pellaud                               | Suisse                                      | Androni Giocattoli-Sidermec                 | 10                                          |
| 2e                                          | Cesare Benedetti                            | Italie                                      | Bora-Hansgrohe                              | 6                                           |
| 3e                                          | Joey Rosskopf                               | États-Unis                                  | CCC Team                                    | 3                                           |
| 4e                                          | Jhonatan Narváez                            | Équateur                                    | Ineos Grenadiers                            | 2                                           |
| 5e                                          | Héctor Carretero                            | Espagne                                     | Movistar                                    | 1                                           |
| modifier                                    |                                             |                                             |                                             |                                             |

| Sprint intermédiaire Savignano sul Rubicone (km 189,2) | Sprint intermédiaire Savignano sul Rubicone (km 189,2) | Sprint intermédiaire Savignano sul Rubicone (km 189,2) | Sprint intermédiaire Savignano sul Rubicone (km 189,2) | Sprint intermédiaire Savignano sul Rubicone (km 189,2) |
| ------------------------------------------------------ | ------------------------------------------------------ | ------------------------------------------------------ | ------------------------------------------------------ | ------------------------------------------------------ |
|                                                        | Coureur                                                | Pays                                                   | Équipe                                                 | Point(s)                                               |
| 1er                                                    | Jhonatan Narváez                                       | Équateur                                               | Ineos Grenadiers                                       | 10                                                     |
| 2e                                                     | Mark Padun                                             | Ukraine                                                | Bahrain-McLaren                                        | 6                                                      |
| 3e                                                     | Simon Clarke                                           | Australie                                              | EF Pro Cycling                                         | 3                                                      |
| 4e                                                     | Simon Pellaud                                          | Suisse                                                 | Androni Giocattoli-Sidermec                            | 2                                                      |
| 5e                                                     | François Bidard                                        | France                                                 | AG2R La Mondiale                                       | 1                                                      |
| modifier                                               |                                                        |                                                        |                                                        |                                                        |

### Bonifications
|   | Coureur          | Pays      | Équipe           | Secondes |
| - | ---------------- | --------- | ---------------- | -------- |
| 1 | Jhonatan Narváez | Équateur  | Ineos Grenadiers | 3 s      |
| 2 | Mark Padun       | Ukraine   | Bahrain-McLaren  | 2 s      |
| 3 | Simon Clarke     | Australie | EF Pro Cycling   | 1 s      |

|   | Coureur          | Pays      | Équipe           | Secondes |
| - | ---------------- | --------- | ---------------- | -------- |
| 1 | Jhonatan Narváez | Équateur  | Ineos Grenadiers | 10 s     |
| 2 | Mark Padun       | Ukraine   | Bahrain-McLaren  | 6 s      |
| 3 | Simon Clarke     | Australie | EF Pro Cycling   | 4 s      |

## Classements à l'issue de l'étape

### Classement général
| \| Classement général \| Classement général \| Classement général \| Classement général \| Classement général \| \| Coureur \| Coureur \| Pays \| Équipe \| Temps \| \| ------------------ \| ------------------ \| ------------------ \| --------------------- \| ------------------ \| \| 1er \| João Almeida \| Portugal \| Deceuninck-Quick Step \| 49 h 21 min 46 s \| \| 2e \| Wilco Kelderman \| Pays-Bas \| Team Sunweb \| + 34 s \| \| 3e \| Pello Bilbao \| Espagne \| Bahrain McLaren \| + 43 s \| \| 4e \| Domenico Pozzovivo \| Italie \| NTT Pro Cycling \| + 57 s \| \| 5e \| Vincenzo Nibali \| Italie \| Trek-Segafredo \| + 1 min 01 s \| \| 6e \| Patrick Konrad \| Autriche \| Bora-Hansgrohe \| + 1 min 15 s \| \| 7e \| Jai Hindley \| Australie \| Team Sunweb \| + 1 min 19 s \| \| 8e \| Rafał Majka \| Pologne \| Bora-Hansgrohe \| + 1 min 21 s \| \| 9e \| Fausto Masnada \| Italie \| Deceuninck-Quick Step \| + 1 min 36 s \| \| 10e \| Jakob Fuglsang \| Danemark \| Astana \| + 2 min 20 s \| |                    |           |                       |                  |
| |                    |           |                       |                  |
| Source : ProCyclingStats |                    |           |                       |                  |
| Classement général |                    |           |                       |                  |
| Coureur | Coureur            | Pays      | Équipe                | Temps            |
| 1er | João Almeida       | Portugal  | Deceuninck-Quick Step | 49 h 21 min 46 s |
| 2e | Wilco Kelderman    | Pays-Bas  | Team Sunweb           | + 34 s           |
| 3e | Pello Bilbao       | Espagne   | Bahrain McLaren       | + 43 s           |
| 4e | Domenico Pozzovivo | Italie    | NTT Pro Cycling       | + 57 s           |
| 5e | Vincenzo Nibali    | Italie    | Trek-Segafredo        | + 1 min 01 s     |
| 6e | Patrick Konrad     | Autriche  | Bora-Hansgrohe        | + 1 min 15 s     |
| 7e | Jai Hindley        | Australie | Team Sunweb           | + 1 min 19 s     |
| 8e | Rafał Majka        | Pologne   | Bora-Hansgrohe        | + 1 min 21 s     |
| 9e | Fausto Masnada     | Italie    | Deceuninck-Quick Step | + 1 min 36 s     |
| 10e | Jakob Fuglsang     | Danemark  | Astana                | + 2 min 20 s     |

| Classement par points | Classement par points | Classement par points | Classement par points       | Classement par points |
| Coureur               | Coureur               | Pays                  | Équipe                      | Points                |
| --------------------- | --------------------- | --------------------- | --------------------------- | --------------------- |
| 1er                   | Arnaud Démare         | France                | Groupama-FDJ                | 220 pts               |
| 2e                    | Peter Sagan           | Slovaquie             | Bora-Hansgrohe              | 184 pts               |
| 3e                    | Filippo Ganna         | Italie                | Ineos Grenadiers            | 51 pts                |
| 4e                    | João Almeida          | Portugal              | Deceuninck-Quick Step       | 43 pts                |
| 5e                    | Davide Ballerini      | Italie                | Deceuninck-Quick Step       | 40 pts                |
| 6e                    | Álvaro Hodeg          | Colombie              | Deceuninck-Quick Step       | 39 pts                |
| 7e                    | Simon Pellaud         | Suisse                | Androni Giocattoli-Sidermec | 38 pts                |
| 8e                    | Andrea Vendrame       | Italie                | AG2R La Mondiale            | 37 pts                |
| 9e                    | Jhonatan Narváez      | Équateur              | Ineos Grenadiers            | 36 pts                |
| 10e                   | Marco Frapporti       | Italie                | Vini Zabù-Brado-KTM         | 36 pts                |

| Classement par points | Classement par points | Classement par points | Classement par points       | Classement par points |
| Coureur               | Coureur               | Pays                  | Équipe                      | Points                |
| --------------------- | --------------------- | --------------------- | --------------------------- | --------------------- |
| 1er                   | Arnaud Démare         | France                | Groupama-FDJ                | 220 pts               |
| 2e                    | Peter Sagan           | Slovaquie             | Bora-Hansgrohe              | 184 pts               |
| 3e                    | Filippo Ganna         | Italie                | Ineos Grenadiers            | 51 pts                |
| 4e                    | João Almeida          | Portugal              | Deceuninck-Quick Step       | 43 pts                |
| 5e                    | Davide Ballerini      | Italie                | Deceuninck-Quick Step       | 40 pts                |
| 6e                    | Álvaro Hodeg          | Colombie              | Deceuninck-Quick Step       | 39 pts                |
| 7e                    | Simon Pellaud         | Suisse                | Androni Giocattoli-Sidermec | 38 pts                |
| 8e                    | Andrea Vendrame       | Italie                | AG2R La Mondiale            | 37 pts                |
| 9e                    | Jhonatan Narváez      | Équateur              | Ineos Grenadiers            | 36 pts                |
| 10e                   | Marco Frapporti       | Italie                | Vini Zabù-Brado-KTM         | 36 pts                |

| Classement de la montagne | Classement de la montagne | Classement de la montagne | Classement de la montagne   | Classement de la montagne |
| Coureur                   | Coureur                   | Pays                      | Équipe                      | Points                    |
| ------------------------- | ------------------------- | ------------------------- | --------------------------- | ------------------------- |
| 1er                       | Ruben Guerreiro           | Portugal                  | EF Pro Cycling              | 84 pts                    |
| 2e                        | Giovanni Visconti         | Italie                    | Vini Zabù-Brado-KTM         | 76 pts                    |
| 3e                        | Filippo Ganna             | Italie                    | Ineos Grenadiers            | 45 pts                    |
| 4e                        | Jonathan Castroviejo      | Espagne                   | Ineos Grenadiers            | 45 pts                    |
| 5e                        | Jonathan Caicedo          | Équateur                  | EF Pro Cycling              | 40 pts                    |
| 6e                        | Simon Pellaud             | Suisse                    | Androni Giocattoli-Sidermec | 39 pts                    |
| 7e                        | Matthew Holmes            | Royaume-Uni               | Lotto-Soudal                | 20 pts                    |
| 8e                        | Domenico Pozzovivo        | Italie                    | NTT Pro Cycling             | 20 pts                    |
| 9e                        | Lawrence Warbasse         | États-Unis                | AG2R La Mondiale            | 20 pts                    |
| 10e                       | Kilian Frankiny           | Suisse                    | Groupama-FDJ                | 20 pts                    |

| Classement de la montagne | Classement de la montagne | Classement de la montagne | Classement de la montagne   | Classement de la montagne |
| Coureur                   | Coureur                   | Pays                      | Équipe                      | Points                    |
| ------------------------- | ------------------------- | ------------------------- | --------------------------- | ------------------------- |
| 1er                       | Ruben Guerreiro           | Portugal                  | EF Pro Cycling              | 84 pts                    |
| 2e                        | Giovanni Visconti         | Italie                    | Vini Zabù-Brado-KTM         | 76 pts                    |
| 3e                        | Filippo Ganna             | Italie                    | Ineos Grenadiers            | 45 pts                    |
| 4e                        | Jonathan Castroviejo      | Espagne                   | Ineos Grenadiers            | 45 pts                    |
| 5e                        | Jonathan Caicedo          | Équateur                  | EF Pro Cycling              | 40 pts                    |
| 6e                        | Simon Pellaud             | Suisse                    | Androni Giocattoli-Sidermec | 39 pts                    |
| 7e                        | Matthew Holmes            | Royaume-Uni               | Lotto-Soudal                | 20 pts                    |
| 8e                        | Domenico Pozzovivo        | Italie                    | NTT Pro Cycling             | 20 pts                    |
| 9e                        | Lawrence Warbasse         | États-Unis                | AG2R La Mondiale            | 20 pts                    |
| 10e                       | Kilian Frankiny           | Suisse                    | Groupama-FDJ                | 20 pts                    |

| Classement du meilleur jeune | Classement du meilleur jeune | Classement du meilleur jeune | Classement du meilleur jeune | Classement du meilleur jeune |
| Coureur                      | Coureur                      | Pays                         | Équipe                       | Temps                        |
| ---------------------------- | ---------------------------- | ---------------------------- | ---------------------------- | ---------------------------- |
| 1er                          | João Almeida                 | Portugal                     | Deceuninck-Quick Step        | 49 h 21 min 46 s             |
| 2e                           | Jai Hindley                  | Australie                    | Team Sunweb                  | + 1 min 19 s                 |
| 3e                           | Brandon McNulty              | États-Unis                   | UAE Team Emirates            | + 2 min 39 s                 |
| 4e                           | Tao Geoghegan Hart           | Royaume-Uni                  | Ineos Grenadiers             | + 2 min 45 s                 |
| 5e                           | James Knox                   | Royaume-Uni                  | Deceuninck-Quick Step        | + 5 min 56 s                 |
| 6e                           | Sergio Samitier              | Espagne                      | Movistar Team                | + 8 min 43 s                 |
| 7e                           | Aurélien Paret-Peintre       | France                       | AG2R La Mondiale             | + 19 min 02 s                |
| 8e                           | Matteo Fabbro                | Italie                       | Bora-Hansgrohe               | + 23 min 04 s                |
| 9e                           | Sam Oomen                    | Pays-Bas                     | Team Sunweb                  | + 23 min 30 s                |
| 10e                          | Attila Valter                | Hongrie                      | CCC Team                     | + 24 min 36 s                |

| Classement du meilleur jeune | Classement du meilleur jeune | Classement du meilleur jeune | Classement du meilleur jeune | Classement du meilleur jeune |
| Coureur                      | Coureur                      | Pays                         | Équipe                       | Temps                        |
| ---------------------------- | ---------------------------- | ---------------------------- | ---------------------------- | ---------------------------- |
| 1er                          | João Almeida                 | Portugal                     | Deceuninck-Quick Step        | 49 h 21 min 46 s             |
| 2e                           | Jai Hindley                  | Australie                    | Team Sunweb                  | + 1 min 19 s                 |
| 3e                           | Brandon McNulty              | États-Unis                   | UAE Team Emirates            | + 2 min 39 s                 |
| 4e                           | Tao Geoghegan Hart           | Royaume-Uni                  | Ineos Grenadiers             | + 2 min 45 s                 |
| 5e                           | James Knox                   | Royaume-Uni                  | Deceuninck-Quick Step        | + 5 min 56 s                 |
| 6e                           | Sergio Samitier              | Espagne                      | Movistar Team                | + 8 min 43 s                 |
| 7e                           | Aurélien Paret-Peintre       | France                       | AG2R La Mondiale             | + 19 min 02 s                |
| 8e                           | Matteo Fabbro                | Italie                       | Bora-Hansgrohe               | + 23 min 04 s                |
| 9e                           | Sam Oomen                    | Pays-Bas                     | Team Sunweb                  | + 23 min 30 s                |
| 10e                          | Attila Valter                | Hongrie                      | CCC Team                     | + 24 min 36 s                |

| Classement par équipes | Classement par équipes | Classement par équipes | Classement par équipes |
| Équipe                 | Équipe                 | Pays                   | Temps                  |
| ---------------------- | ---------------------- | ---------------------- | ---------------------- |
| 1re                    | Ineos Grenadiers       | Royaume-Uni            | 148 h 03 min 33 s      |
| 2e                     | Deceuninck-Quick Step  | Belgique               | + 8 min 16 s           |
| 3e                     | Team Sunweb            | Allemagne              | + 9 min 39 s           |
| 4e                     | Bora-Hansgrohe         | Allemagne              | + 17 min 46 s          |
| 5e                     | Bahrain McLaren        | Bahreïn                | + 34 min 37 s          |
| 6e                     | Movistar Team          | Espagne                | + 40 min 11 s          |
| 7e                     | Trek-Segafredo         | États-Unis             | + 43 min 35 s          |
| 8e                     | Astana                 | Kazakhstan             | + 55 min 04 s          |
| 9e                     | CCC Team               | Pologne                | + 1 h 02 min 07 s      |
| 10e                    | AG2R La Mondiale       | France                 | + 1 h 10 min 16 s      |

| Classement par équipes | Classement par équipes | Classement par équipes | Classement par équipes |
| Équipe                 | Équipe                 | Pays                   | Temps                  |
| ---------------------- | ---------------------- | ---------------------- | ---------------------- |
| 1re                    | Ineos Grenadiers       | Royaume-Uni            | 148 h 03 min 33 s      |
| 2e                     | Deceuninck-Quick Step  | Belgique               | + 8 min 16 s           |
| 3e                     | Team Sunweb            | Allemagne              | + 9 min 39 s           |
| 4e                     | Bora-Hansgrohe         | Allemagne              | + 17 min 46 s          |
| 5e                     | Bahrain McLaren        | Bahreïn                | + 34 min 37 s          |
| 6e                     | Movistar Team          | Espagne                | + 40 min 11 s          |
| 7e                     | Trek-Segafredo         | États-Unis             | + 43 min 35 s          |
| 8e                     | Astana                 | Kazakhstan             | + 55 min 04 s          |
| 9e                     | CCC Team               | Pologne                | + 1 h 02 min 07 s      |
| 10e                    | AG2R La Mondiale       | France                 | + 1 h 10 min 16 s      |

## Abandons
- Alexander Cataford (Israel Start-Up Nation) : abandon